# Vigethia
Vigethia é um género botânico pertencente à família Asteraceae.